# Авиационный завод № 295
Авиационный завод № 295 — авиационный завод, строившийся в Куйбышеве в 1940—1942 годах. Осенью 1941 года на его территорию был эвакуирован завод № 18 из Воронежа. В настоящее время[какое?] — территория предприятия «Авиакор».

## История
Начало проектированию и строительству было положено 6 августа 1940 года постановлением № 343-с Комитета Обороны при СНК СССР о строительстве в районе Куйбышева самолетостроительных заводов № 122 и 295 и моторостроительного № 337. Завод планировался на выпуск 2000 одномоторных бомбардировщиков в год. Строительство по планам должно было окончиться к 1 февраля 1942 года. Для обеспечения проектируемых заводов электро- и теплоэнергией проектная мощность Безымянской ТЭЦ была увеличена со 100 000 до 150 000 кВт. Строительство велось НКВД силами заключённых Безымянлага.
По приказу НКАП № 1056сс от 10 октября 1941 года на территорию строящегося завода № 295 был эвакуирован завод № 18 из Воронежа.
В декабре 1941 года заводу № 295 было передано оборудование, инженеры, рабочие и служащие эвакуированной из Воронежа мебельной фабрики «Красный деревообделочник» и Борского деревообделочного комбината. На территории был размещен завод № 35 из Ступино, давший продукцию уже к концу декабря.